# Jope Naseara
Pas d'image ? Cliquez ici

a Compétitions nationales et continentales officielles uniquement.

b Matchs officiels uniquement.
Dernière mise à jour le 7 juin 2024.
Jope Naseara, né le 11 décembre 2002, est un joueur fidjien de rugby à XV évoluant au poste d'ailier.

## Biographie
Évoluant aux Fidji, Jope Naseara porte dans sa jeunesse le maillot de l'équipe des Fidji des moins de 20 ans, en 2022 dans le cadre du championnat d'Océanie. Il évolue par la suite en Nouvelle-Zélande avec le Mahurangi RFC, club de la province de North Harbour,.
À l'intersaison 2023, Naseara rejoint l'Europe et intègre l'effectif professionnel de l'Union sportive dacquoise alors promue en Pro D2 ; inconnu aux yeux du public averti, il est repéré par le staff dacquois via des extraits vidéo en ligne – tout comme son compatriote Ratu Nacika – les Fidjiens ayant eu peu d'opportunités d'intégrer les championnats français ces dernières années en raison des restrictions liées à la pandémie de Covid-19. Membre de l'équipe espoir à son arrivée, il joue régulièrement avec l'équipe première ; il se révèle notamment à partir de février 2024, pour ses actions offensives à l'aile, ainsi que sa prédisposition à aller au défi physique grâce à son gabarit, lui permettant occasionnellement une polyvalence au poste de centre. Au terme de cette saison réussie, conclue par une qualification en phase finale et durant laquelle il est régulièrement désigné en tant que « facteur X » de l'effectif dacquois, son contrat est prolongé pour trois années supplémentaires. À l'automne 2024, une rupture de ligament croisé l'éloigne des terrains pour plusieurs mois. Son contrat est reconverti au statut professionnel la saison suivante.